# پلیتسهاوزن
پلیتسهاوزن (به آلمانی: Pliezhausen) یک شهر در آلمان است که در Reutlingen واقع شده‌است. پلیتسهاوزن ۹٬۴۷۶ نفر جمعیت دارد.